# Annemarie Zimmermann
Annemarie Zimmermann (10 giugno 1940) è un'ex canoista tedesca.
Ha vinto due medaglie d'oro nel K2 500 m in coppia con Roswitha Esser, a Tokyo 1964 e Città del Messico 1968.

## Palmarès
- Olimpiadi
  - Tokyo 1964: oro nel K2 500 m.
  - Città del Messico 1968: oro nel K2 500 m.

- Mondiali
  - 1963: oro nel K2 500 m e argento nel K4 500 m.